# 維也納 (馬里蘭州)
維也納（英語：Vienna）是一個位於美國馬里蘭州多徹斯特縣的市鎮。

## 人口
根據2020年美國人口普查的數據，維也納的面積為1.98平方千米，當中陸地面積為1.98平方千米，而水域面積為0.00平方千米。當地共有人口270人，而人口密度為每平方千米136人。